# Nekrolog 2. Quartal 1972
Nekrolog
◄◄
| ◄
| 1968
| 1969
| 1970
| 1971
| 1972 | 1973 | 1974 | 1975 | 1976 | ► | ►►
1. Quartal |
2. Quartal |
3. Quartal |
4. Quartal 1972
Weitere Ereignisse | Allgemeiner Nekrolog 1972
Die Beschreibung der verstorbenen Person sollte so kurz wie möglich gehalten sein und nur deren signifikante Tätigkeit(en) enthalten.
Neue Namen ggf. auch unter dem Geburts- und Sterbedatum, also etwa unter 1. Januar und im Geburts- und Sterbejahr (2024) eintragen (nur bei entsprechender großer Wichtigkeit). Für Beispiele siehe die schon vorhandenen Artikel.
Außerdem über die fünf zuletzt Verstorbenen, zu denen es einen ausreichend guten Artikel für eine Präsentation auf der Hauptseite gibt, nach der todesbedingten Überarbeitung der Artikel ggf. auch unter Wikipedia Diskussion:Hauptseite informieren und sie am besten auch in den anderen Wikipedia-Sprachversionen eintragen. Tipp: Regelmäßig bei news.google.de nach „ist tot“, „gestorben“ oder „verstorben“ suchen.
Wenn eine Person gestorben ist, gibt es viele Seiten zu dieser Person in der Wikipedia, die davon auch betroffen sind und entsprechend aktualisiert werden müssen. Beispiele: Namenübersichtsseite, Geburtsjahr, Geburtsort-Seiten und viele mehr.
Wie finde ich die betroffenen Seiten?
Im Suchfeld auf der linken Seite gibt man den Suchbegriff so ein: „Vorname Nachname“. Dann klickt man auf Volltext und alle Seiten mit entsprechendem Suchtext werden aufgerufen. Hier sieht man dann schnell, wo auch das Todesjahr Sinn macht oder sogar ein Teil des Artikels angepasst werden muss. Auch hilft das „Werkzeug“ auf der linken Seite sehr gut, um solche Seiten aufzufinden: „Links auf diese Seite“. Somit ist die Wikipedia wieder aktuell in allen Bereichen! Hinweis: bei Eintragung der Kategorie „Gestorben JAHR“ wird der Missbrauchsfilter 49 ausgelöst, was jedoch nicht schlimm ist. Siehe: Spezial:Missbrauchsfilter/49
Dies ist eine Liste von im zweiten Quartal 1972 verstorbenen bekannten Persönlichkeiten. Die Einträge erfolgen innerhalb der einzelnen Daten alphabetisch sortiert. Tiere sind im Nekrolog für Tiere zu finden.

## April
| Tag       | Name                                              | Beruf, bekannt als                                                                                              | Alter | Beleg |
| --------- | ------------------------------------------------- | --- | ----- | ----- |
| 1. April  | Bruno Boche                                       | deutscher Feldhockeyspieler                                                                                     | 74    |       |
| 1. April  | Josef Ecker-Stadlmayr                             | österreichischer Landwirt und Politiker (ÖVP)                                                                   | 73    |       |
| 1. April  | Charles I. Faddis                                 | US-amerikanischer Politiker                                                                                     | 81    |       |
| 1. April  | Joachim von der Goltz                             | deutscher Schriftsteller                                                                                        | 80    |       |
| 1. April  | Vlado Popović                                     | jugoslawischer Politiker                                                                                        | 58    |       |
| 1. April  | Dora Puelma                                       | chilenische Malerin                                                                                             | 74    |       |
| 1. April  | Paul Van den Broeck                               | belgischer Wintersportler                                                                                       | 67    |       |
| 1. April  | Rudolf Weber                                      | konstruktivistischer deutscher Maler und Grafiker                                                               | 83    |       |
| 2. April  | Vincino Beretta                                   | Schweizer Journalist und Filmkritiker                                                                           | 51    |       |
| 2. April  | George Dewey Clyde                                | US-amerikanischer Politiker                                                                                     | 73    |       |
| 2. April  | Hein Domgörgen                                    | deutscher Boxer                                                                                                 | 73    |       |
| 2. April  | Franz Halder                                      | deutscher Generaloberst des Heeres im Zweiten Weltkrieg                                                         | 87    |       |
| 2. April  | Gil Hodges                                        | US-amerikanischer Baseballspieler                                                                               | 47    |       |
| 2. April  | Karl Megerle                                      | deutscher Politiker (NSDAP), MdR                                                                                | 77    |       |
| 2. April  | Elizabeth Okie Paxton                             | US-amerikanische Malerin                                                                                        | 94    |       |
| 2. April  | Sándor Reschofsky                                 | ungarischer Pianist, Komponist und Musikpädagoge                                                                | 85    |       |
| 3. April  | Buford Ellington                                  | US-amerikanischer Politiker                                                                                     | 64    |       |
| 3. April  | Hans Finsler                                      | Schweizer Fotograf und Hochschullehrer                                                                          | 80    |       |
| 3. April  | Ferde Grofé                                       | US-amerikanischer Komponist, Arrangeur und Dirigent                                                             | 80    |       |
| 3. April  | Paul Kellner                                      | deutscher Schwimmer                                                                                             | 81    |       |
| 3. April  | Georg Pfäfflin                                    | deutscher evangelischer Dekan und Pfarrer                                                                       | 63    |       |
| 4. April  | Miksa Fenyő                                       | ungarischer Journalist und Politiker, Mitglied des Parlaments                                                   | 94    |       |
| 04. April | Hugo Goetz                                        | US-amerikanischer Schwimmer                                                                                     | 87    |       |
| 4. April  | Jewgeni Fjodorowitsch Gross                       | sowjetischer Physiker                                                                                           | 74    |       |
| 4. April  | Walter Lorang                                     | deutscher Politiker (CDU), MdL                                                                                  | 66    |       |
| 4. April  | Kurt Neubert                                      | deutscher Anatom und Hochschullehrer                                                                            | 73    |       |
| 4. April  | Adam Clayton Powell junior                        | US-amerikanischer Politiker                                                                                     | 63    |       |
| 4. April  | Karl Ruhmann                                      | österreichischer Papierfabrikant und Zinnsammler                                                                | 75    |       |
| 4. April  | Stefan Wolpe                                      | US-amerikanischer Komponist                                                                                     | 69    |       |
| 5. April  | Reuven Barkat                                     | israelischer Politiker                                                                                          | 65    |       |
| 5. April  | Erich Besser                                      | deutscher KPD- und SED-Politiker                                                                                | 82    |       |
| 5. April  | Hugo Fricke                                       | dänischer Physiker                                                                                              | 79    |       |
| 5. April  | Hanns Hartmann                                    | deutscher Intendant (WDR) und Verleger                                                                          | 70    |       |
| 5. April  | Isabel Jewell                                     | US-amerikanische Schauspielerin                                                                                 | 64    |       |
| 5. April  | Fritz Kühne                                       | deutscher Generalleutnant im Zweiten Weltkrieg                                                                  | 88    |       |
| 5. April  | Otto Martin                                       | deutscher Politiker (SPD), MdA                                                                                  | 75    |       |
| 5. April  | A. Y. Jackson                                     | kanadischer Landschaftsmaler                                                                                    | 89    |       |
| 6. April  | August Annist                                     | estnischer Schriftsteller                                                                                       | 73    |       |
| 6. April  | Conrad Peter Bergmann                             | deutscher Genre- und Porträtmaler der Düsseldorfer Schule sowie Lehrer an der Kunstschule in Brixen             | 85    |       |
| 6. April  | Eddie Dew                                         | US-amerikanischer Schauspieler und Filmregisseur                                                                | 63    |       |
| 6. April  | Brian Donlevy                                     | US-amerikanischer Schauspieler                                                                                  | 71    |       |
| 6. April  | Heinrich Lübke                                    | deutscher Politiker (Zentrum, CDU), MdL, MdB, Bundespräsident der Bundesrepublik Deutschland (1959–1969)        | 77    |       |
| 6. April  | Olaf Pedersen                                     | dänischer Turner                                                                                                | 87    |       |
| 7. April  | Betty Blythe                                      | US-amerikanische Schauspielerin                                                                                 | 78    |       |
| 7. April  | Joseph Gallo                                      | US-amerikanischer Mobster                                                                                       | 43    |       |
| 7. April  | Abeid Amani Karume                                | sansibarischer Politiker, erster Präsident von Sansibar 1964                                                    | 67    |       |
| 7. April  | Fred Kassen                                       | deutscher Theatergründer und -leiter                                                                            | 68    |       |
| 7. April  | Günther Klotz                                     | deutscher Politiker (SPD), Oberbürgermeister von Karlsruhe (1952–1970)                                          | 61    |       |
| 7. April  | Woodrow Stanley Lloyd                             | kanadischer Politiker                                                                                           | 58    |       |
| 7. April  | Mitsuhashi Takajo                                 | japanische Haiku-Dichterin                                                                                      | 73    |       |
| 7. April  | Rudolf Quoika                                     | Musikwissenschaftler                                                                                            | 74    |       |
| 7. April  | Victor Wong                                       | chinesisch-US-amerikanischer Schauspieler                                                                       | 65    |       |
| 7. April  | August Zaleski                                    | polnischer Diplomat und Politiker                                                                               | 88    |       |
| 8. April  | Sherwin Badger                                    | US-amerikanischer Eiskunstläufer                                                                                | 70    |       |
| 8. April  | Hans Plischke                                     | deutscher Ethnologe und Hochschulprofessor                                                                      | 82    |       |
| 9. April  | John S. Battle                                    | US-amerikanischer Politiker                                                                                     | 81    |       |
| 9. April  | James F. Byrnes                                   | US-amerikanischer Politiker der Demokratischen Partei                                                           | 89    |       |
| 9. April  | Curt Elze                                         | deutscher Anatom, Hochschullehrer und Rektor der Universität Rostock                                            | 87    |       |
| 9. April  | George E. Forsythe                                | US-amerikanischer Mathematiker                                                                                  | 55    |       |
| 9. April  | Georg Hartmann                                    | deutscher Opernregisseur und Intendant                                                                          | 81    |       |
| 9. April  | Saul B. Robinsohn                                 | deutscher Pädagoge, Direktor am Max-Planck-Institut für Bildungsforschung in Berlin                             | 55    |       |
| 9. April  | Otto Theodor Schmidt                              | deutscher Chemiker                                                                                              | 77    |       |
| 9. April  | Stefán Einarsson                                  | isländischer Philologe                                                                                          | 74    |       |
| 9. April  | Joseph Joshua Weiss                               | österreichisch-britischer Chemiker und Hochschullehrer                                                          | 66    |       |
| 10. April | Maria Henze                                       | deutsche Pädagogin und Politikerin (CDU), MdB                                                                   | 46    |       |
| 10. April | Laurence Manning                                  | kanadischer Science-Fiction-Autor                                                                               | 73    |       |
| 10. April | Erich Weise                                       | deutscher Historiker und Archivar                                                                               | 76    |       |
| 10. April | Helene Wildbrunn                                  | österreichische Opernsängerin (Alt/Sopran) und Gesangspädagogin                                                 | 90    |       |
| 11. April | Solomon Aaron Berson                              | US-amerikanischer Nuklearmediziner                                                                              | 53    |       |
| 11. April | Hermann Boehm                                     | deutscher Generaladmiral im Zweiten Weltkrieg                                                                   | 88    |       |
| 11. April | Iver Callø                                        | Politiker der dänischen Minderheit in Südschleswig                                                              | 83    |       |
| 11. April | Maurice Cottenet                                  | französischer Fußballspieler und Trainer                                                                        | 77    |       |
| 11. April | Friedrich Droß                                    | deutscher Jurist, Regierungsdirektor, Herausgeber und Schriftsteller                                            | 85    |       |
| 11. April | Lucien Erb                                        | französischer Automobilrennfahrer                                                                               | 84    |       |
| 11. April | Myron V. George                                   | US-amerikanischer Politiker                                                                                     | 72    |       |
| 11. April | Jacques Rotter                                    | österreichischer Tenor                                                                                          | 93    |       |
| 11. April | Anny Schröder-Ehrenfest                           | österreichische Malerin, Grafikerin und Textilkünstlerin                                                        | 73    |       |
| 11. April | Maximilian Schwandner                             | deutscher Offizier, General der Wehrmacht                                                                       | 91    |       |
| 11. April | Karl Wöll                                         | deutscher Politiker (SPD), MdL                                                                                  | 68    |       |
| 11. April | Reidar Ødegaard                                   | norwegischer Skilangläufer                                                                                      | 70    |       |
| 12. April | Oskar Fritz Beier                                 | deutscher Glasmaler und Glasschleifer in Dresden                                                                | 64    |       |
| 12. April | C. W. Ceram                                       | deutscher Journalist und Wissenschaftsautor                                                                     | 57    |       |
| 12. April | Friedrich Duss                                    | deutscher Unternehmer und Gründer der Friedrich Duss Maschinenfabrik                                            | 77    |       |
| 12. April | Karl Hänny                                        | Schweizer Bildhauer, Kunstmaler, Medailleur und Grafiker                                                        | 92    |       |
| 12. April | Tom Iredale                                       | australischer Malakologe und Ornithologe                                                                        | 92    |       |
| 12. April | Arcadio López                                     | argentinischer Fußballspieler                                                                                   | 61    |       |
| 12. April | Niels Kristian Nielsen                            | dänischer Turner                                                                                                | 75    |       |
| 12. April | Siegfried Reicke                                  | deutscher Rechtswissenschaftler, Rechtshistoriker und Kirchenrechtler                                           | 74    |       |
| 12. April | Ursula Vehrigs                                    | deutsche Malerin                                                                                                | 79    |       |
| 12. April | August Wiesmann                                   | deutscher Politiker (SPD), MdL                                                                                  | 78    |       |
| 13. April | Jaromír Bartoš                                    | tschechischer Philosoph                                                                                         | 45    |       |
| 13. April | Jóhannes Sveinsson Kjarval                        | isländischer Maler                                                                                              | 86    |       |
| 13. April | Boris Wassiljewitsch Kurtschatow                  | russischer Radiochemiker                                                                                        | 66    |       |
| 13. April | Alexander Lenard                                  | Dichterarzt | 62    |       |
| 13. April | Richard Nickel                                    | polnisch-amerikanischer Architekturfotograf und Denkmalpfleger                                                  | 43    |       |
| 13. April | Hans Salz                                         | deutscher Leichtathlet                                                                                          | 67    |       |
| 13. April | Alina de Silva                                    | peruanische Sängerin und Schauspielerin                                                                         | 74    |       |
| 13. April | Elsie Wisdom                                      | britische Autorennfahrerin                                                                                      | 68    |       |
| 14. April | George Cortlever                                  | niederländischer Schwimmer und Wasserballspieler                                                                | 86    |       |
| 14. April | Erling Eidem                                      | schwedischer Geistlicher und Erzbischof                                                                         | 91    |       |
| 14. April | Bert Hawthorne                                    | neuseeländischer Automobilrennfahrer                                                                            | 28    |       |
| 14. April | Walter Hoffmann                                   | deutscher Volkswirt und Hochschullehrer                                                                         | 80    |       |
| 14. April | Gunther Langes                                    | österreichisch-italienischer Alpinist, Schriftsteller, Journalist und Skipionier                                | 73    |       |
| 14. April | Alexander Mahr                                    | österreichischer Volkswirtschaftler                                                                             | 76    |       |
| 14. April | Niño Ricardo                                      | spanischer Flamenco-Gitarrist und -Komponist                                                                    | 67    |       |
| 14. April | Werner Steinbring                                 | deutscher Politiker (SPD), MdA                                                                                  | 67    |       |
| 14. April | Max Werner                                        | österreichischer Politiker, Abgeordneter zum Nationalrat                                                        | 78    |       |
| 14. April | Alfred Zahn                                       | deutscher kommunistischer Politiker (KPD/SED) und Journalist                                                    | 68    |       |
| 15. April | Otto Brenner                                      | deutscher Gewerkschafter und Politiker (SPD), MdL                                                               | 64    |       |
| 15. April | Iwan Heilbut                                      | deutscher Schriftsteller                                                                                        | 73    |       |
| 15. April | Frank Knight                                      | US-amerikanischer Wirtschaftswissenschaftler                                                                    | 86    |       |
| 15. April | Rudolf Neumar                                     | deutscher Jurist                                                                                                | 52    |       |
| 16. April | Sijtje Aafjes                                     | niederländische Kindergärtnerin und Illustratorin                                                               | 78    |       |
| 16. April | Georg Feydt                                       | deutscher Ingenieur                                                                                             | 64    |       |
| 16. April | Dudley Gordon, 3. Marquess of Aberdeen and Temair | britischer Adeliger                                                                                             | 88    |       |
| 16. April | Kurt Gumpel                                       | deutscher Wirtschaftsführer, Bankier und Konsul von Österreich                                                  | 75    |       |
| 16. April | Wilhelm Hohn                                      | deutscher Kirchenmusiker                                                                                        | 91    |       |
| 16. April | Kawabata Yasunari                                 | japanischer Schriftsteller und Literaturnobelpreisträger                                                        | 72    |       |
| 16. April | Richard Barrett Lowe                              | US-amerikanischer Politiker                                                                                     | 69    |       |
| 16. April | Karl Lugmayer                                     | österreichischer Volksbildner, Philosoph und Politiker (ÖVP), Mitglied des Bundesrates                          | 80    |       |
| 16. April | Dean Mathey                                       | US-amerikanischer Börsenmakler, Tennisspieler und Förderer der Princeton University                             | 81    |       |
| 17. April | Jan Engels                                        | belgischer Radrennfahrer                                                                                        | 49    |       |
| 17. April | Walther Hunzinger                                 | deutscher evangelischer Theologe                                                                                | 67    |       |
| 17. April | Karl von Krempler                                 | deutscher Offizier, SS-Standartenführer                                                                         | 75    |       |
| 17. April | Tony Parenti                                      | US-amerikanischer Jazz-Klarinettist                                                                             | 71    |       |
| 17. April | Annina Volonterio                                 | Schweizer Schriftstellerin                                                                                      | 83    |       |
| 18. April | Gabriel Cusson                                    | kanadischer Komponist und Musikpädagoge                                                                         | 69    |       |
| 18. April | Georg Ehlers                                      | deutscher Bauingenieur                                                                                          | 82    |       |
| 18. April | Hugo Eickhoff                                     | deutscher Hals-Nasen-Ohrenarzt                                                                                  | 67    |       |
| 18. April | Ovidius Faust                                     | Museologe, Historiker und Archivar der Stadt Preßburg                                                           | 75    |       |
| 18. April | Alfred Gehring                                    | deutscher Agrikulturchemiker                                                                                    | 79    |       |
| 18. April | Louis Kukenheim                                   | niederländischer Romanist                                                                                       | 66    |       |
| 18. April | Willi Lausen                                      | deutscher Politiker (SPD), MdL, MdB                                                                             | 70    |       |
| 18. April | Fritz Matzner                                     | österreichischer Landespolitiker (SPÖ)                                                                          | 76    |       |
| 19. April | Moisés Avilés                                     | chilenischer Fußballspieler                                                                                     | 63    |       |
| 19. April | Adolf Bach                                        | deutscher Germanist                                                                                             | 82    |       |
| 19. April | Johannes Hendrikus Becking                        | niederländischer Forstwissenschaftler und Botaniker; Oberaufseher des Forstwesens in Niederländisch-Indien (... | 81    |       |
| 19. April | Kurt Ehlers                                       | deutscher Tierarzt und Zoodirektor                                                                              | 64    |       |
| 19. April | Manuel Gómez Morín                                | mexikanischer Politiker                                                                                         | 75    |       |
| 19. April | Norman L. Knight                                  | amerikanischer Science-Fiction-Autor                                                                            | 76    |       |
| 19. April | Rudolf Michael                                    | deutscher Lokalpolitiker                                                                                        | 75    |       |
| 19. April | Luigi Poggi                                       | italienischer Segler                                                                                            | 66    |       |
| 20. April | Karl Hetzel                                       | deutscher Fußballspieler                                                                                        | 52    |       |
| 20. April | Henech Kon                                        | polnischer Komponist                                                                                            |       |       |
| 20. April | Jorge Mistral                                     | spanischer Schauspieler und Filmregisseur                                                                       | 51    |       |
| 20. April | Friedrich Reidinger                               | österreichischer Musiker, Musikerzieher, Komponist und Hochschullehrer                                          | 81    |       |
| 22. April | Klaus Herrmann                                    | deutscher Schriftsteller                                                                                        | 68    |       |
| 22. April | Louis R. Loeffler                                 | US-amerikanischer Filmeditor                                                                                    | 75    |       |
| 22. April | Elisabeth Lürssen                                 | deutsche Richterin und Politikerin (DVP, BDV, FDP), MdBB und Bremer Senatorin                                   | 91    |       |
| 22. April | Paul Moeschke                                     | deutscher Politiker (SPD)                                                                                       | 73    |       |
| 22. April | Günther Simon                                     | deutscher Politiker (FDP), MdL                                                                                  | 81    |       |
| 23. April | Walter Czollek                                    | deutscher Verleger, Leiter des Verlages Volk und Welt                                                           | 65    |       |
| 23. April | Pierre Josserand                                  | französischer Bibliothekar, Romanist und Literaturwissenschaftler                                               | 74    |       |
| 23. April | Edward Kelly                                      | irischer Politiker                                                                                              | 88    |       |
| 23. April | Georg Lünenborg                                   | deutscher Architekt und Innenarchitekt                                                                          | 64    |       |
| 23. April | Robert Nünighoff                                  | deutscher Manager, Vorstandsmitglied der Hessischen Berg- und Hüttenwerke AG (seit 1952)                        | 64    |       |
| 23. April | Hein Vos                                          | niederländischer Politiker und Versicherungsmanager                                                             | 68    |       |
| 24. April | Emmy Bergmann                                     | deutsche Kinderärztin und Montessoripädagogin                                                                   | 84    |       |
| 24. April | Nora Kershaw Chadwick                             | britische Gelehrte                                                                                              | 81    |       |
| 24. April | Karl Minning                                      | deutscher Politiker (SPD), MdA                                                                                  | 82    |       |
| 24. April | Pem                                               | deutsch-britischer Journalist und Schriftsteller                                                                | 71    |       |
| 24. April | Günther Reinecke                                  | deutscher Jurist und SS-Führer                                                                                  | 64    |       |
| 24. April | Rudolf Sang                                       | deutscher Schauspieler, Regisseur und Theaterintendant                                                          | 72    |       |
| 24. April | Heinz Wohlleben                                   | deutscher Politiker (NSDAP), MdR, MdL                                                                           | 66    |       |
| 25. April | John Arnold Cranston                              | britischer Chemiker                                                                                             | 80    |       |
| 25. April | Rudolf Marxer                                     | liechtensteinischer Politiker (FBP)                                                                             | 67    |       |
| 25. April | Lucien Paye                                       | französischer Politiker und Diplomat                                                                            | 64    |       |
| 25. April | George Sanders                                    | britischer Schauspieler                                                                                         | 65    |       |
| 26. April | Kurt Globig                                       | deutscher Maler                                                                                                 | 76    |       |
| 26. April | Einar Lindqvist                                   | schwedischer Bandy- und Eishockeyspieler                                                                        | 76    |       |
| 26. April | Johann Reichhart                                  | deutscher Scharfrichter                                                                                         | 78    |       |
| 26. April | Arthur E. Summerfield                             | US-amerikanischer Politiker                                                                                     | 73    |       |
| 26. April | Heinrich Vedder                                   | deutscher Missionar, Sprachforscher, Ethnologe und Historiker                                                   | 95    |       |
| 27. April | Heinz Burmeister                                  | deutscher Politiker (FDP), MdL                                                                                  | 58    |       |
| 27. April | Otto Heinrich von der Gablentz                    | deutscher Politologe und Widerstandskämpfer und                                                                 | 73    |       |
| 27. April | Jóhannes úr Kötlum                                | isländischer Schriftsteller                                                                                     | 72    |       |
| 27. April | Kwame Nkrumah                                     | ghanaischer Politiker                                                                                           | 62    |       |
| 27. April | Lucien Sarti                                      | mutmaßlicher Verschwörer bei der Ermordung von John F. Kennedy                                                  |       |       |
| 28. April | Paulus af Uhr                                     | schwedischer Leichtathlet und Generalmajor                                                                      | 80    |       |
| 28. April | Gavin Arthur                                      | US-amerikanischer Astrologe und Sexologe                                                                        | 71    |       |
| 28. April | Harry Berber                                      | deutscher Schauspieler, Regisseur, Drehbuchautor und Filmproduzent                                              | 85    |       |
| 28. April | Julius Braunthal                                  | sozialdemokratischer Journalist Österreichs, Funktionär der Arbeiterbewegung                                    | 80    |       |
| 28. April | Harry Joe Brown                                   | US-amerikanischer Filmproduzent und Regisseur                                                                   | 81    |       |
| 28. April | Berndt Rainer von Fieandt                         | finnischer Politiker                                                                                            | 81    |       |
| 28. April | Karl Jung                                         | deutscher Geophysiker                                                                                           | 69    |       |
| 28. April | Friedrich Meyer-Abich                             | deutscher Jurist und Verwaltungsbeamter                                                                         | 76    |       |
| 28. April | Robert W. Upton                                   | US-amerikanischer Politiker                                                                                     | 88    |       |
| 29. April | Isak Abrahamsen                                   | norwegischer Turner                                                                                             | 81    |       |
| 29. April | Manfred Gurlitt                                   | deutscher Autor und Komponist                                                                                   | 81    |       |
| 29. April | Gertrud Koref-Musculus Stemmler                   | deutsch-schweizerische Malerin                                                                                  | 82    |       |
| 29. April | Ntare V. Ndizeye                                  | letzter König von Burundi                                                                                       | 24    |       |
| 29. April | Gotthard Neumann                                  | deutscher Prähistoriker                                                                                         | 69    |       |
| 29. April | Harald Poelchau                                   | deutscher Geistlicher, deutscher Widerstandskämpfer                                                             | 68    |       |
| 29. April | Francis John Worsley Roughton                     | britischer Biochemiker                                                                                          | 72    |       |
| 29. April | Ernesto Soto Reyes                                | mexikanischer Botschafter                                                                                       | 73    |       |
| 30. April | Clara Campoamor                                   | spanische Politikerin und Suffragette                                                                           | 84    |       |
| 30. April | Selli Engler                                      | deutsche Aktivistin der Lesbenbewegung                                                                          | 72    |       |
| 30. April | Ferdinand Kutsch                                  | deutscher Archäologe                                                                                            | 83    |       |
| 30. April | Reinhold Nägele                                   | deutscher Maler und Grafiker                                                                                    | 87    |       |
| 30. April | Joseph Ryan                                       | US-amerikanischer Ruderer                                                                                       | 92    |       |
| 30. April | Gia Scala                                         | US-amerikanische Schauspielerin in Film und Fernsehen                                                           | 38    |       |
| 30. April | Werner Stock                                      | deutscher Schauspieler                                                                                          | 68    |       |
| 30. April | Otto Zimmermann                                   | deutscher Politiker (SPD), MdA                                                                                  | 74    |       |
| April     | Andreas Schlick                                   | österreichischer Bergsteiger                                                                                    | 27    |       |
| April     | George Weightman-Smith                            | südafrikanischer Leichtathlet                                                                                   |       |       |

## Mai
| Tag     | Name                                        | Beruf, bekannt als                                                                                              | Alter | Beleg |
| ------- | ------------------------------------------- | --- | ----- | ----- |
| 1. Mai  | Hans Dahs                                   | deutscher Rechtsanwalt                                                                                          | 68    |       |
| 1. Mai  | Leo Huttrop                                 | preußischer Landrat                                                                                             | 85    |       |
| 1. Mai  | Andor Mészáros                              | ungarisch-australischer Architekt, Bildhauer und Medailleur                                                     | 71    |       |
| 2. Mai  | Berthe Bernage                              | französische Schriftstellerin                                                                                   | 85    |       |
| 2. Mai  | Henri Diamant-Berger                        | französischer Filmregisseur und -produzent                                                                      | 76    |       |
| 2. Mai  | Hugo Hartung                                | deutscher Schriftsteller                                                                                        | 69    |       |
| 2. Mai  | J. Edgar Hoover                             | Begründer und Direktor des Federal Bureau of Investigation                                                      | 77    |       |
| 2. Mai  | Walter Kühle                                | deutscher Politiker (NSDAP), MdR, MdL                                                                           | 84    |       |
| 2. Mai  | Karl Müller                                 | deutscher Metallbildner, Professor an der Kunstschule Burg Giebichenstein                                       | 83    |       |
| 2. Mai  | Ole Ring                                    | dänischer Maler                                                                                                 | 69    |       |
| 2. Mai  | Emil Schreiber                              | Schweizer Lehrer, Dirigent, Chorleiter, Organist und Mundartschriftsteller                                      | 84    |       |
| 3. Mai  | Armando Bayo Cosgaya                        | kubanischer Diplomat                                                                                            | 50    |       |
| 3. Mai  | Emil Breitkreutz                            | US-amerikanischer Leichtathlet                                                                                  | 88    |       |
| 3. Mai  | Bruce Cabot                                 | US-amerikanischer Schauspieler                                                                                  | 68    |       |
| 3. Mai  | Siegfried von Campe                         | preußischer Landrat                                                                                             | 86    |       |
| 3. Mai  | Leslie Harvey                               | schottischer Rock-Gitarrist und Mitbegründer der Band Stone the Crows                                           | 27    |       |
| 3. Mai  | Georg von Kaufmann                          | deutscher Skilangläufer und Bergsteiger                                                                         | 64    |       |
| 3. Mai  | Hans Krohn                                  | deutscher Fußballspieler                                                                                        | 74    |       |
| 3. Mai  | Karl Neubert                                | deutscher Bergbauingenieur und Hochschullehrer                                                                  | 71    |       |
| 3. Mai  | Ernst Robetschek                            | österreichischer Jurist, Politiker (ÖVP), Landtagsabgeordneter, Amtsführender Stadtrat und Musiker              | 59    |       |
| 3. Mai  | Franz Joseph Wagner                         | deutscher Landschaftsmaler und Grafiker                                                                         | 85    |       |
| 4. Mai  | Hugo Gill                                   | deutscher Politiker (KPD), MdHB                                                                                 | 75    |       |
| 4. Mai  | Hetty Goldman                               | US-amerikanische Archäologin                                                                                    | 90    |       |
| 4. Mai  | Horst Großmann                              | deutscher Offizier, zuletzt General der Infanterie der Wehrmacht                                                | 80    |       |
| 4. Mai  | Franco Indovina                             | italienischer Filmregisseur und Drehbuchautor                                                                   |       |       |
| 4. Mai  | Edward Calvin Kendall                       | US-amerikanischer Biochemiker                                                                                   | 86    |       |
| 4. Mai  | Otto Kranzlmayr                             | österreichischer Jurist und Politiker (ÖVP), Abgeordneter zum Nationalrat                                       | 60    |       |
| 4. Mai  | André Martineau                             | französischer Mathematiker                                                                                      | 41    |       |
| 4. Mai  | Johann Leopold von Sachsen-Coburg und Gotha | deutscher Adliger                                                                                               | 65    |       |
| 4. Mai  | Josep Samitier                              | spanischer Fußballspieler                                                                                       | 70    |       |
| 4. Mai  | Maurice Samuel                              | US-amerikanischer Autor                                                                                         | 77    |       |
| 4. Mai  | Suzuki Sujaku                               | japanischer Maler                                                                                               | 80    |       |
| 4. Mai  | Manny Ziener                                | deutsche Schauspielerin                                                                                         | 90    |       |
| 5. Mai  | Pauline Astor                               | britisches Mitglied der Astor-Familie                                                                           | 91    |       |
| 5. Mai  | Roger Courtois                              | französischer Fußballspieler                                                                                    | 59    |       |
| 5. Mai  | Gary Davis                                  | US-amerikanischer Blues-Gitarrist                                                                               | 76    |       |
| 5. Mai  | Charles Mayer                               | US-amerikanischer Boxer                                                                                         | 90    |       |
| 5. Mai  | Hans Pemmer                                 | österreichischer Heimatforscher und Lehrer in Wien                                                              | 85    |       |
| 5. Mai  | Georg A. Roemer                             | deutscher Neurologe, Psychiater und Psychoanalytiker                                                            | 79    |       |
| 5. Mai  | Martiros Sarjan                             | russisch-armenischer Kunstmaler                                                                                 | 92    |       |
| 5. Mai  | Christian Schneider                         | deutscher Manager und Chemiker                                                                                  | 84    |       |
| 5. Mai  | Nelly Schreiber-Favre                       | Schweizer Juristin                                                                                              | 82    |       |
| 5. Mai  | Frank Tashlin                               | US-amerikanischer Trickfilmzeichner und Filmregisseur                                                           | 59    |       |
| 5. Mai  | Fulbert Youlou                              | kongolesischer Politiker, Präsident der Republik Kongo                                                          | 54    |       |
| 6. Mai  | Deniz Gezmiş                                | gehörte zu den Gründern und Führern der THKO (Volksbefreiungsarmee der Türkei; People's Liberation Army of T... | 25    |       |
| 6. Mai  | Klaus Harms                                 | deutscher Pfarrer in Detmold                                                                                    | 66    |       |
| 6. Mai  | Paul Mehl                                   | deutscher Fußballspieler                                                                                        | 60    |       |
| 7. Mai  | Lino Fayen                                  | venezolanischer Autorennfahrer                                                                                  | 46    |       |
| 7. Mai  | Alfred Gellhorn                             | deutscher jüdischer Architekt                                                                                   | 86    |       |
| 7. Mai  | Pauline Kühle                               | niedersächsische Politikerin (CDU), MdL                                                                         | 73    |       |
| 7. Mai  | Ralph Eugene Meatyard                       | amerikanischer Fotograf                                                                                         | 46    |       |
| 7. Mai  | Rosa Porten                                 | deutsche Schauspielerin                                                                                         | 88    |       |
| 7. Mai  | Marins Alves de Araújo Viana                | brasilianischer Fußballspieler                                                                                  | 62    |       |
| 8. Mai  | Paul Einzig                                 | britischer Wirtschaftsjournalist                                                                                | 74    |       |
| 8. Mai  | Itō Shinsui                                 | japanischer Maler und Holzschnittkünstler der Shin-hanga-Richtung                                               | 74    |       |
| 8. Mai  | Alberto Spikin-Howard                       | chilenischer Mediziner, Pianist, Musikpädagoge und Schriftsteller                                               | 73    |       |
| 8. Mai  | Mychajlo Lyssenko                           | ukrainisch-sowjetischer Bildhauer                                                                               | 65    |       |
| 8. Mai  | Franz Rudnitzki                             | deutscher Politiker (USPD, SPD), MdL                                                                            | 89    |       |
| 8. Mai  | Alexander Graf Stenbock-Fermor              | deutscher Autor und Widerstandskämpfer in der Zeit des Nationalsozialismus                                      | 70    |       |
| 9. Mai  | Leo Herwegen                                | deutscher Politiker (CDU), MdV und Minister in Sachsen-Anhalt                                                   | 86    |       |
| 9. Mai  | Nikolai Dmitrijewitsch Jakowlew             | sowjetisch-russischer Generalleutnant                                                                           | 73    |       |
| 9. Mai  | Michael Laßleben                            | deutscher Verleger und Lokalpolitiker                                                                           | 73    |       |
| 9. Mai  | Alexei Sinowjewitsch Petrow                 | russischer Physiker und Mathematiker                                                                            | 61    |       |
| 9. Mai  | Fritz Schulz                                | deutscher Schauspieler, Regisseur und Sänger                                                                    | 76    |       |
| 9. Mai  | William R. Williams                         | US-amerikanischer Politiker                                                                                     | 87    |       |
| 9. Mai  | Richard Wolf                                | deutscher Offizier, zuletzt Oberst der Wehrmacht, Kampfkommandant von Würzburg und Nürnberg 1945                | 78    |       |
| 9. Mai  | Charlotte Zu der Luth                       | österreichische Rezitatorin                                                                                     | 78    |       |
| 10. Mai | Winifred Beamish                            | britische Tennisspielerin                                                                                       | 88    |       |
| 10. Mai | Giovanni Bertone                            | italienischer Karosseriebauer und Gründer der Carozzeria Bertone                                                |       |       |
| 10. Mai | Manfred Häckel                              | deutscher Literaturwissenschaftler, Herausgeber und Literaturkritiker                                           | 45    |       |
| 10. Mai | Walter Häntzschel                           | deutscher Paläontologe                                                                                          | 67    |       |
| 10. Mai | Otto Isakower                               | US-amerikanischer Psychiater und Psychoanalytiker                                                               | 72    |       |
| 10. Mai | Eduard Rehn                                 | deutscher Chirurg und Hochschullehrer                                                                           | 92    |       |
| 10. Mai | Georg Richter                               | norwegisch-deutscher Film- und Theaterschauspieler                                                              | 56    |       |
| 11. Mai | Paul A. Bloomquist                          | US-amerikanischer Offizier und Opfer eines Terroranschlags der Rote Armee Fraktion                              | 39    |       |
| 11. Mai | Walter Clauss                               | Schweizer Germanist und Gymnasiallehrer                                                                         | 73    |       |
| 11. Mai | Walter Delius                               | deutscher evangelischer Theologe und Kirchenhistoriker                                                          | 72    |       |
| 11. Mai | Rudolf Laur-Belart                          | Schweizer Provinzialrömischer Archäologe und Hochschullehrer                                                    | 73    |       |
| 11. Mai | Lee Beom-seok                               | südkoreanischer Politiker und Premierminister                                                                   | 71    |       |
| 11. Mai | Lewis Silkin                                | britischer Politiker (Labour Party)                                                                             | 82    |       |
| 12. Mai | František Michálek Bartoš                   | tschechischer Historiker                                                                                        | 83    |       |
| 12. Mai | Big John Greer                              | US-amerikanischer Jazz- und Rhythm-and-Blues-Tenorsaxophonist und -Sänger                                       | 48    |       |
| 12. Mai | Rudolf Hiller                               | deutscher Maschinenbauingenieur, Unternehmer und Erfinder                                                       | 78    |       |
| 12. Mai | Urban Tigner Holmes, Jr.                    | US-amerikanischer Romanist und Mediävist                                                                        | 71    |       |
| 12. Mai | Otto von Keudell                            | deutscher Verwaltungsjurist                                                                                     | 85    |       |
| 12. Mai | Marcel Mongin                               | französischer Automobilrennfahrer                                                                               |       |       |
| 12. Mai | Hans Northmann                              | deutscher Maler und Gewerbeschullehrer                                                                          | 89    |       |
| 12. Mai | Lionel Penrose                              | britischer Psychiater, Genetiker, Mathematiker und Schachkomponist                                              | 73    |       |
| 12. Mai | Arkadi Alexandrowitsch Plastow              | russischer Künstler                                                                                             | 79    |       |
| 12. Mai | Hermann Roloff                              | deutscher Architekt und Raumplaner                                                                              | 71    |       |
| 12. Mai | Friedrich Tucholski                         | deutscher Bauingenieur und Autor                                                                                | 84    |       |
| 13. Mai | Nino Bolzoni                                | italienischer Ruderer                                                                                           | 68    |       |
| 13. Mai | Harry Beddow                                | walisischer Fußballspieler                                                                                      | 71    |       |
| 13. Mai | Dan Blocker                                 | US-amerikanischer Schauspieler                                                                                  | 43    |       |
| 13. Mai | Werner Burri                                | Schweizer Keramiker                                                                                             | 73    |       |
| 13. Mai | Paddy Forde                                 | irischer Politiker (Fianna Fáil)                                                                                | 49    |       |
| 13. Mai | Frank Loughman                              | irischer Politiker (Fianna Fáil)                                                                                |       |       |
| 13. Mai | Jean Olin                                   | französischer Maler und Dekorateur                                                                              |       |       |
| 13. Mai | Georg Radziej                               | deutscher Generalleutnant im Zweiten Weltkrieg                                                                  | 77    |       |
| 13. Mai | Hermann Sanftleben                          | deutscher Schiffbauingenieur und Unternehmer                                                                    | 81    |       |
| 13. Mai | Agnes Tuckey                                | britische Tennisspielerin                                                                                       | 94    |       |
| 14. Mai | Theodor Blank                               | deutscher Politiker (CDU), MdL, MdB                                                                             | 66    |       |
| 14. Mai | Johann-Albrecht von Blücher                 | deutscher Generalmajor der Wehrmacht                                                                            | 79    |       |
| 14. Mai | Oleksandr Kornijtschuk                      | sowjetischer Publizist, Autor und Essayist                                                                      | 66    |       |
| 14. Mai | Marian Kubicki                              | polnischer Poet, Journalist und Politiker                                                                       | 63    |       |
| 14. Mai | Sándor Radó                                 | ungarischer Arzt und Psychoanalytiker                                                                           | 82    |       |
| 14. Mai | Richard Schüller                            | österreichischer Nationalökonom, Wirtschaftspolitiker und Diplomat                                              | 101   |       |
| 14. Mai | Maximilian Steins                           | deutscher Pfarrer in Frimmersdorf                                                                               | 83    |       |
| 14. Mai | Gretl Theimer                               | österreichische Schauspielerin                                                                                  | 61    |       |
| 14. Mai | Carlos Van den Driessche                    | belgischer Eishockeyspieler                                                                                     | 70    |       |
| 14. Mai | Maks Wraber                                 | jugoslawischer Pflanzensoziologe                                                                                | 66    |       |
| 15. Mai | Max Bittrof                                 | deutscher Grafikdesigner, Schriftentwerfer und Briefmarkenkünstler                                              | 81    |       |
| 15. Mai | Nigel Green                                 | britischer Schauspieler im Theater, Film und Fernsehen                                                          | 47    |       |
| 15. Mai | Helmuth Hinzelmann                          | deutscher Schauspieler                                                                                          | 67    |       |
| 15. Mai | Romas Kalanta                               | litauischer Dissident                                                                                           | 19    |       |
| 15. Mai | Louis Noverraz                              | Schweizer Segler                                                                                                | 70    |       |
| 16. Mai | Bertil Almqvist                             | schwedischer Kinderbuchautor, Illustrator und Zeitungskarikaturist                                              | 69    |       |
| 16. Mai | José Asunción Flores                        | paraguayischer Komponist                                                                                        | 67    |       |
| 16. Mai | Heribert von Larisch                        | deutscher Offizier, zuletzt Generalleutnant im Zweiten Weltkrieg                                                | 77    |       |
| 16. Mai | John W. Lord                                | US-amerikanischer Jurist und Politiker                                                                          | 70    |       |
| 17. Mai | Luigi Calabresi                             | italienischer Polizeikommissar                                                                                  | 34    |       |
| 17. Mai | Giannina Chiantoni                          | italienische Schauspielerin                                                                                     | 90    |       |
| 17. Mai | Wilhelm Grotkopp                            | deutscher Wirtschaftsjournalist                                                                                 | 71    |       |
| 17. Mai | Gordon Lowe                                 | englischer Tennisspieler                                                                                        | 87    |       |
| 17. Mai | José Francisco Versiani Velloso             | brasilianischer Geistlicher, römisch-katholischer Bischof von Itumbiara                                         | 52    |       |
| 18. Mai | Reinhold Brandes                            | deutscher Schauspieler, Drehbuchautor, Schriftsteller, Gagschreiber und Kabarettist                             | 43    |       |
| 18. Mai | Sidney Franklin                             | amerikanischer Regisseur und Filmproduzent                                                                      | 79    |       |
| 18. Mai | Robert Raphael Geis                         | deutscher Rabbiner                                                                                              | 65    |       |
| 18. Mai | Axel Henningsen                             | deutscher Lehrer und Ministerialbeamter                                                                         | 88    |       |
| 18. Mai | Robert Johnson                              | US-amerikanischer Spion                                                                                         |       |       |
| 19. Mai | Robert Gehrke                               | deutscher Politiker der (KPD)                                                                                   | 80    |       |
| 19. Mai | Gottfried Husemann                          | deutscher Anthroposoph und Pfarrer der Christengemeinschaft                                                     | 72    |       |
| 19. Mai | José Alberto Iglesias Correa                | argentinischer Rock-Sänger und Songwriter                                                                       | 26    |       |
| 19. Mai | Karl Lorberg                                | deutscher Landwirt und Politiker (CDU), hessischer Staatsminister                                               | 80    |       |
| 19. Mai | Adele Obermayr                              | österreichische Politikerin (SPÖ), Landtagsabgeordnete, Mitglied des Bundesrates                                | 78    |       |
| 19. Mai | Rito Selvaggi                               | italienischer Komponist, Dirigent und Musikpädagoge                                                             | 73    |       |
| 19. Mai | Donatus Wynant                              | Generalminister des Kapuzinerordens                                                                             | 81    |       |
| 19. Mai | Eftimios Youakim                            | Erzbischof | 85    |       |
| 20. Mai | Charlotte von Gwinner                       | deutsche Schriftstellerin                                                                                       | 80    |       |
| 20. Mai | Miguel Antonio Medina y Medina              | kolumbianischer römisch-katholischer Geistlicher, Bischof von Montería                                          | 55    |       |
| 21. Mai | Colin Campbell                              | argentinisch-chilenischer Fußballspieler                                                                        | 91    |       |
| 21. Mai | Frederic René Coudert junior                | US-amerikanischer Jurist und Politiker                                                                          | 74    |       |
| 21. Mai | Franz Ledwinka                              | österreichischer Komponist, Pianist und Musikpädagoge                                                           | 88    |       |
| 21. Mai | Camilio Mayer                               | deutscher Hochseilartist                                                                                        | 82    |       |
| 21. Mai | Ian Stanley Ord Playfair                    | britischer General und Militärhistoriker                                                                        | 78    |       |
| 21. Mai | Dschamsrangiin Sambuu                       | mongolischer Politiker, Staatspräsident                                                                         | 76    |       |
| 22. Mai | Cecil Day-Lewis                             | irisch-britischer Schriftsteller und Dichter sowie Hochschullehrer                                              | 68    |       |
| 22. Mai | Fred Forbát                                 | ungarischer Architekt, Hochschullehrer und Stadtplaner                                                          | 75    |       |
| 22. Mai | Emil Helfferich                             | deutscher Südostasienkaufmann                                                                                   | 94    |       |
| 22. Mai | Margaret Rutherford                         | britische Schauspielerin                                                                                        | 80    |       |
| 22. Mai | Louis Salvérius                             | belgischer Comiczeichner                                                                                        |       |       |
| 22. Mai | Károly Széchy                               | ungarischer Bauingenieur für Grundbau und Tunnelbau                                                             | 68    |       |
| 22. Mai | Andor Szende                                | ungarischer Eiskunstläufer                                                                                      | 86    |       |
| 23. Mai | Paul Atzler                                 | deutscher Rechtswissenschaftler                                                                                 | 83    |       |
| 23. Mai | Kamil Bednář                                | tschechischer Dichter und Übersetzer, Prosaist, Dramatiker und Verlagsredakteur                                 | 59    |       |
| 23. Mai | Nicolas de Crosta                           | deutscher Schriftsteller                                                                                        | 71    |       |
| 23. Mai | Richard Day                                 | kanadischer Szenenbildner                                                                                       | 76    |       |
| 23. Mai | Nino Pagot                                  | italienischer Comic- und Trickfilmzeichner                                                                      |       |       |
| 23. Mai | Denis Nowell Pritt                          | britischer Jurist und Politiker                                                                                 | 84    |       |
| 23. Mai | Mercedes Santamarina                        | argentinische Kunstsammlerin und Mäzenin                                                                        | 75    |       |
| 23. Mai | Ottilie Stibaner                            | deutsche Schachspielerin                                                                                        | 64    |       |
| 23. Mai | Ernst Zierke                                | deutscher SS-Unterscharführer und an der „Aktion T4“ und der „Aktion Reinhardt“ beteiligt                       | 67    |       |
| 24. Mai | Georg Anders                                | deutscher Jurist, Beamteter Staatssekretär                                                                      | 77    |       |
| 24. Mai | Miguel Caló                                 | argentinischer Tango-Musiker und -Komponist                                                                     | 64    |       |
| 24. Mai | Edwin Dutton                                | deutscher Fußballspieler                                                                                        | 82    |       |
| 24. Mai | Ettore Fecchi                               | italienischer Filmjournalist, -produzent und -regisseur                                                         | 61    |       |
| 24. Mai | Johannes Georgi                             | deutscher Meteorologe, Glaziologe und Polarforscher                                                             | 83    |       |
| 24. Mai | Harald Hagen                                | norwegischer Segler                                                                                             | 70    |       |
| 24. Mai | Mike C. Levee                               | US-amerikanischer Produzent                                                                                     | 81    |       |
| 24. Mai | Gavin Muir                                  | US-amerikanischer Schauspieler                                                                                  | 71    |       |
| 24. Mai | Nam Su-il                                   | japanisch-südkoreanischer Gewichtheber                                                                          | 59    |       |
| 24. Mai | Josef Schönwälder                           | deutscher Politiker (NSDAP), MdR                                                                                | 74    |       |
| 24. Mai | Emil Surmann                                | deutscher Schauspieler, Drehbuchautor und Regisseur                                                             | 59    |       |
| 24. Mai | Carl Wyland                                 | deutscher Kunstschmied                                                                                          | 86    |       |
| 25. Mai | Pedro Luis Boitel                           | kubanischer Dissident und politischer Gefangener                                                                |       |       |
| 25. Mai | Charles C. Coleman                          | US-amerikanischer Filmregisseur und Regieassistent                                                              | 71    |       |
| 25. Mai | Rudolf Dreikurs                             | österreichisch-amerikanischer Pädagoge und Psychologe                                                           | 75    |       |
| 25. Mai | Alfred Huber                                | österreichischer Eishockeytorwart und Tennisspieler                                                             | 42    |       |
| 25. Mai | Gustav Kempf                                | deutscher katholischer Geistlicher                                                                              | 82    |       |
| 25. Mai | Max Meyhöfer                                | deutscher Gymnasiallehrer und Historiker                                                                        | 82    |       |
| 25. Mai | Asta Nielsen                                | dänische Schauspielerin                                                                                         | 90    |       |
| 26. Mai | Hermann Henke                               | deutscher Politiker (CDU), MdL                                                                                  | 82    |       |
| 26. Mai | Ernst Koehler                               | deutscher Winzer und Politiker (SPD)                                                                            | 81    |       |
| 26. Mai | Werner Mohr                                 | deutscher Jurist und Politiker (NSDAP)                                                                          | 68    |       |
| 26. Mai | Aloïs Persijn                               | belgischerRadrennfahrer                                                                                         | 83    |       |
| 26. Mai | Leonid Alexandrowitsch Portenko             | russischer Ornithologe und Zoogeograf                                                                           | 75    |       |
| 26. Mai | Anton Ress                                  | deutscher Kunsthistoriker und Denkmalpfleger                                                                    | 59    |       |
| 26. Mai | Armando dos Santos                          | brasilianischer Fußballspieler                                                                                  | 60    |       |
| 27. Mai | Karl Burghof                                | preußischer Landrat des Kreises Sankt Wendel-Baumholder (Rest) und des Kreis Biedenkopf                         | 75    |       |
| 27. Mai | José Garibi y Rivera                        | mexikanischer Geistlicher und Erzbischof von Guadalajara                                                        | 83    |       |
| 27. Mai | David Hall                                  | US-amerikanischer Leichtathlet                                                                                  | 97    |       |
| 27. Mai | Kazimierz Makarczyk                         | polnischer Schachmeister                                                                                        | 71    |       |
| 27. Mai | George Mitchell                             | amerikanischer Kornettist und Trompeter des Hot Jazz                                                            | 73    |       |
| 28. Mai | Eduard VIII.                                | König des Vereinigten Königreichs und Kaiser von Indien                                                         | 77    |       |
| 28. Mai | Luis de la Fuente                           | mexikanischer Fußballspieler                                                                                    | 58    |       |
| 28. Mai | Józef Gielniak                              | polnischer Grafiker (Linolschnitt)                                                                              | 40    |       |
| 28. Mai | Violette Leduc                              | französische Schriftstellerin                                                                                   | 65    |       |
| 28. Mai | William Tocco                               | italienisch-amerikanischer Mobster                                                                              | 75    |       |
| 29. Mai | Moe Berg                                    | US-amerikanischer Baseballspieler und Spion                                                                     | 70    |       |
| 29. Mai | Lucian Bernhard                             | deutscher Grafiker                                                                                              | 89    |       |
| 29. Mai | Ernest Thomas Ferand                        | Musikwissenschaftler, Musikpädagoge und Auto                                                                    | 85    |       |
| 29. Mai | Rudolf Hilsch                               | deutscher Physiker und Hochschullehrer                                                                          | 68    |       |
| 29. Mai | Prithviraj Kapoor                           | indischer Film- und Theaterschauspieler                                                                         | 65    |       |
| 29. Mai | Manfred Koch                                | deutscher Entomologe (Insektenkundler)                                                                          | 70    |       |
| 29. Mai | Margaret Ruthven Lang                       | US-amerikanische Komponistin                                                                                    | 104   |       |
| 29. Mai | Hans Molitoris                              | österreichischer Rechtsmediziner und Hochschullehrer                                                            | 97    |       |
| 29. Mai | Cleo Pineau                                 | Motorradrennfahrer, Jagdflieger im Ersten Weltkrieg und Stahlindustrieller                                      | 78    |       |
| 29. Mai | Stepan Tymoschenko                          | ukrainischer Pionier der angewandten Mechanik                                                                   | 93    |       |
| 30. Mai | Reinhard Börger                             | deutscher Politiker (SPD), MdL                                                                                  | 58    |       |
| 30. Mai | Aharon Katzir                               | israelischer Chemiker                                                                                           |       |       |
| 30. Mai | Robert Kern                                 | US-amerikanischer Filmeditor                                                                                    | 87    |       |
| 30. Mai | Watchman Nee                                | chinesischer Prediger und Autor                                                                                 | 68    |       |
| 30. Mai | Roberto Rey                                 | chilenischer Schauspieler                                                                                       | 67    |       |
| 30. Mai | Else Wohlgemuth                             | deutsche Schauspielerin                                                                                         | 91    |       |
| 31. Mai | Walter Freeman                              | US-amerikanischer Neurologe und Chirurg                                                                         | 76    |       |
| 31. Mai | Hans Gärtner                                | deutscher Verwaltungsjurist, Landrat in Beckum                                                                  | 91    |       |
| 31. Mai | Emil Hršel                                  | tschechischer Diplomat                                                                                          | 71    |       |
| 31. Mai | Branimir Jelić                              | jugoslawischer Mediziner und Politiker                                                                          | 67    |       |
| 31. Mai | Vera Leisner                                | deutsche Prähistorikerin und Archäologin                                                                        | 87    |       |
| 31. Mai | Hans Palitzsch                              | deutscher Polizeipräsident                                                                                      | 94    |       |
| Mai     | Charles Craig                               | US-amerikanischer Schauspieler der Stummfilmzeit                                                                | 94    |       |
| Mai     | Willy Danek                                 | österreichischer Schauspieler bei Bühne und Film                                                                | 67    |       |
| Mai     | Paul S. Fox                                 | US-amerikanischer Szenenbildner beim Film                                                                       | 73    |       |
| Mai     | Fridrihs Ukstiņš                            | lettischer Radrennfahrer                                                                                        | 76    |       |

## Juni
| Tag      | Name                                              | Beruf, bekannt als                                                                           | Alter | Beleg |
| -------- | ------------------------------------------------- | -------------------------------------------------------------------------------------------- | ----- | ----- |
| 1. Juni  | Antonio Antognini                                 | Schweizer Jurist und Politiker (CVP)                                                         | 78    |       |
| 1. Juni  | Vera Dreyfus-de Gunzburg                          | Schweizer Flüchtlingshelferin, Frauenrechtlerin                                              | 73    |       |
| 01. Juni | George Guthrie                                    | US-amerikanischer Leichtathlet                                                               | 68    |       |
| 1. Juni  | Otto Krasa                                        | deutscher Prähistoriker                                                                      | 81    |       |
| 1. Juni  | Paul Francis Leibold                              | US-amerikanischer Geistlicher, römisch-katholischer Erzbischof von Cincinnati                | 57    |       |
| 1. Juni  | Josef Mühlmann                                    | österreichischer Kunsthistoriker, Restaurator und Kurator                                    | 86    |       |
| 1. Juni  | Fritz Weber                                       | österreichischer Schriftsteller und Erzähler                                                 | 76    |       |
| 2. Juni  | Georg Berndt                                      | deutscher Physiker, Messtechniker und Hochschullehrer                                        | 92    |       |
| 2. Juni  | Hermann Brachert                                  | deutscher Bildhauer und Hochschullehrer                                                      | 81    |       |
| 2. Juni  | Ulvi Cemal Erkin                                  | türkischer Komponist                                                                         | 66    |       |
| 2. Juni  | Sigismund von Falkenstein                         | deutscher Generalmajor der Luftwaffe im Zweiten Weltkrieg und Brigadegeneral der Bundeswehr  | 68    |       |
| 2. Juni  | Franz Philipp                                     | deutscher Komponist und Kirchenmusiker                                                       | 81    |       |
| 2. Juni  | Otto Tiefenbrunner                                | österreichischer Rechtsanwalt und Widerstandskämpfer                                         | 69    |       |
| 3. Juni  | Rudolf Geyer                                      | österreichischer Grafikdesigner                                                              | 88    |       |
| 3. Juni  | Friedrich Peppmüller                              | deutscher Politiker (NSDAP), MdR                                                             | 79    |       |
| 3. Juni  | Heinrich Schneider                                | US-amerikanischer Bibliothekar und Germanist deutscher Herkunft                              | 83    |       |
| 4. Juni  | Erich Bauer                                       | deutscher Rechtsanwalt und Entomologe                                                        | 87    |       |
| 4. Juni  | Kurt Kellner                                      | deutscher Arzt und Kommunalpolitiker (KPD)                                                   | 81    |       |
| 5. Juni  | Lilian Belmont                                    | österreichische Bühnenschauspielerin, Schriftstellerin, Drehbuchautorin und Filmjournalistin | 77    |       |
| 5. Juni  | Edwin Renatus Hasenjaeger                         | deutscher Politiker (DNVP, NSDAP, parteilos), MdR                                            | 83    |       |
| 5. Juni  | Louis Mottiat                                     | belgischer Radrennfahrer                                                                     | 82    |       |
| 5. Juni  | Heinrich Rosskotten                               | deutscher Architekt                                                                          | 86    |       |
| 5. Juni  | Stefan Török                                      | österreichischer altkatholischer Bischof                                                     | 68    |       |
| 5. Juni  | Walter Voß                                        | deutscher Verwaltungsjurist und Kommunalpolitiker                                            | 87    |       |
| 5. Juni  | Hans Weil                                         | deutscher Pädagoge                                                                           | 73    |       |
| 6. Juni  | Warwara Pawlowna Adrianowa-Peretz                 | russische bzw. sowjetische Literaturwissenschaftlerin und Hochschullehrerin                  | 84    |       |
| 6. Juni  | Abraham Adrian Albert                             | US-amerikanischer Mathematiker                                                               | 66    |       |
| 6. Juni  | Francisco Amor                                    | argentinischer Tangosänger, Komponist und Schauspieler                                       | 66    |       |
| 6. Juni  | Huguette Gaulin                                   | frankokanadische Schriftstellerin                                                            |       |       |
| 6. Juni  | Klages Klump                                      | deutscher Bauer, plattdeutscher Schriftsteller und Mundartautor                              | 73    |       |
| 7. Juni  | Charlie Mills                                     | deutscher Trabrennfahrer, Züchter und Trainer                                                | 83    |       |
| 7. Juni  | Kurt Müller                                       | deutscher Klassischer Archäologe                                                             | 92    |       |
| 7. Juni  | Lindsay Riches                                    | australischer Politiker, Sprecher des South Australian House of Assembly                     | 68    |       |
| 7. Juni  | Gottfried Wunder                                  | österreichischer Politiker (ÖVP), Landtagsabgeordneter, Abgeordneter zum Nationalrat         | 59    |       |
| 8. Juni  | Josef Dilger                                      | deutscher Maler, Graphiker, Musiker und Lehrer                                               | 72    |       |
| 8. Juni  | Antoni Kępiński                                   | polnischer Psychiater                                                                        | 53    |       |
| 8. Juni  | Jimmy Rushing                                     | US-amerikanischer Blues- und Jazzsänger                                                      | 68    |       |
| 9. Juni  | Stanislav Baudyš                                  | tschechischer kommunistischer Politiker                                                      | 66    |       |
| 9. Juni  | Richard Bayer                                     | deutscher Industrieller                                                                      | 88    |       |
| 9. Juni  | Rudolf Belling                                    | deutscher Bildhauer                                                                          | 85    |       |
| 9. Juni  | Cees ten Cate                                     | niederländischer Fußballspieler                                                              | 81    |       |
| 9. Juni  | Humberto Lara Mejía                               | guatemaltekischer römisch-katholischer Ordensgeistlicher                                     | 55    |       |
| 9. Juni  | Gilberto Parlotti                                 | italienischer Motorradrennfahrer                                                             | 31    |       |
| 9. Juni  | Tokuoka Shinsen                                   | japanischer Maler                                                                            | 76    |       |
| 9. Juni  | Edward C. Wente                                   | US-amerikanischer Physiker                                                                   | 83    |       |
| 10. Juni | Erich Dittrich                                    | deutscher Wirtschaftswissenschaftler und Raumplaner                                          | 67    |       |
| 10. Juni | Josef Hlouch                                      | tschechoslowakischer Theologe, Bischof von Budweis                                           | 70    |       |
| 10. Juni | S. P. Meek                                        | amerikanischer Schriftsteller und Armeeoffizier                                              | 78    |       |
| 10. Juni | Karl Sterrer                                      | österreichischer Maler und Grafiker                                                          | 86    |       |
| 11. Juni | Jewgeni Makarowitsch Babitsch                     | sowjetischer Eishockeyspieler                                                                | 51    |       |
| 11. Juni | Joakim Bonnier                                    | schwedischer Sportwagen- und Formel-1-Rennfahrer                                             | 42    |       |
| 11. Juni | Cordt von Brandis                                 | deutscher Offizier, Verfasser mehrerer Bücher autobiographischen Inhalts                     | 83    |       |
| 11. Juni | Chōkai Seiji                                      | japanischer Maler                                                                            | 70    |       |
| 11. Juni | Oskar Wegrostek                                   | österreichischer Schauspieler                                                                | 64    |       |
| 12. Juni | Saul Alinsky                                      | US-amerikanischer Bürgerrechtler                                                             | 63    |       |
| 12. Juni | Ludwig von Bertalanffy                            | österreichisch-kanadischer Biologe und Systemtheoretiker                                     | 70    |       |
| 12. Juni | Folke Bohlin                                      | schwedischer Segler                                                                          | 69    |       |
| 12. Juni | John Guest                                        | kanadischer Ruderer                                                                          | 66    |       |
| 12. Juni | Regina Kägi-Fuchsmann                             | Schweizer Frauenrechtlerin, Flüchtlingshelferin und humanitäre Aktivistin                    | 83    |       |
| 12. Juni | Franz N. D. Kurie                                 | US-amerikanischer Kernphysiker                                                               | 65    |       |
| 12. Juni | Max Landesmann                                    | österreichischer Bankier                                                                     | 87    |       |
| 12. Juni | Edmund Wilson                                     | US-amerikanischer Schriftsteller und Literaturkritiker                                       | 77    |       |
| 13. Juni | Georg von Békésy                                  | ungarisch-US-amerikanischer Physiker und Physiologe                                          | 73    |       |
| 13. Juni | Nathan Bor                                        | US-amerikanischer Boxer                                                                      | 59    |       |
| 13. Juni | Karl Hoffmann                                     | österreichischer Maler                                                                       | 79    |       |
| 13. Juni | Stéphanie zu Hohenlohe-Waldenburg-Schillingsfürst | deutsche Spionin                                                                             | 80    |       |
| 13. Juni | Hanna Jursch                                      | deutsche evangelische Theologin                                                              | 70    |       |
| 13. Juni | Anton Kathrein senior                             | deutscher Unternehmer in der Antennentechnik                                                 | 84    |       |
| 13. Juni | Clyde McPhatter                                   | US-amerikanischer R&B-Sänger                                                                 | 39    |       |
| 13. Juni | Beatrice Plummer, Baroness Plummer                | britische Politikerin (Labour) und Life Peeress                                              | 69    |       |
| 13. Juni | Gerschon Schoffmann                               | jüdischer Autor                                                                              | 92    |       |
| 13. Juni | Felix Stump                                       | US-amerikanischer Marineflieger und Admiral der US Navy                                      | 77    |       |
| 13. Juni | Siegfried Urbank                                  | deutscher Holzbildhauer                                                                      | 44    |       |
| 14. Juni | Germaine Lebel                                    | kanadische Sängerin                                                                          | 78    |       |
| 14. Juni | Philip J. Philbin                                 | US-amerikanischer Politiker                                                                  | 74    |       |
| 14. Juni | William Glyn Hughes Simon                         | britischer anglikanischer Bischof der Church in Wales und Autor                              | 69    |       |
| 15. Juni | Michael Freund                                    | deutscher Politikwissenschaftler, Soziologe und Historiker                                   | 70    |       |
| 15. Juni | Werner Hansen                                     | deutscher Politiker (SPD), MdB, antifaschistischer Widerstandskämpfer                        | 66    |       |
| 15. Juni | Luís Alonso Pérez                                 | brasilianischer Fußballtrainer                                                               | 50    |       |
| 15. Juni | Walter Raymond                                    | deutscher Manager und Wirtschaftsfunktionär                                                  | 86    |       |
| 15. Juni | Marguerite Weidauer-Wallenda                      | deutsche Schaustellerin                                                                      | 89    |       |
| 15. Juni | Rudolf Wurmbrand                                  | österreichischer Eishockeyspieler                                                            | 49    |       |
| 16. Juni | Pedro Biava Ramponi                               | kolumbianischer Komponist                                                                    | 70    |       |
| 16. Juni | Tanna Kasimir-Hoernes                             | österreichische Grafikerin                                                                   | 85    |       |
| 16. Juni | Harald Oldag                                      | deutscher Journalist                                                                         | 72    |       |
| 16. Juni | Elio Ruffo                                        | italienischer Spielfilm- und Dokumentarfilmregisseur                                         | 51    |       |
| 17. Juni | Dozier Eugene Byrd                                | US-amerikanischer Politiker                                                                  | 81    |       |
| 17. Juni | Albert Hosenthien                                 | deutscher evangelisch-lutherischer Theologe, Heimatforscher und Autor                        | 89    |       |
| 17. Juni | Jóhannes Gunnarsson                               | Bischof und Apostolischer Vikar in Island                                                    | 74    |       |
| 17. Juni | Ellen Schwanneke                                  | deutsche Schauspielerin                                                                      | 65    |       |
| 17. Juni | Elsie Maud Wakefield                              | britische Mykologin                                                                          | 85    |       |
| 18. Juni | Friedrich Baethgen                                | deutscher Historiker                                                                         | 81    |       |
| 18. Juni | Myles Dillon                                      | irischer Keltologe                                                                           | 72    |       |
| 18. Juni | Johannes-Erich Hiller                             | deutscher Mineraloge, Kristallograph sowie Hochschullehrer                                   | 60    |       |
| 18. Juni | Erhard Hippold                                    | deutscher Maler                                                                              | 63    |       |
| 18. Juni | Milton Lasell Humason                             | US-amerikanischer Astronom                                                                   | 80    |       |
| 18. Juni | Walter Kordt                                      | deutscher Theaterregisseur und Schriftsteller                                                | 72    |       |
| 18. Juni | Johann Jakob Nater der Jüngere                    | Schweizer Organist und Hochschullehrer                                                       | 93    |       |
| 18. Juni | Robert Richter                                    | deutscher Kameramann, Filmproduzent, Maschinenbauingenieur und Unternehmer                   | 73    |       |
| 18. Juni | Hans Schmidt                                      | Schweizer Architekt, Stadtplaner, Architekturtheoretiker sowie Grafiker                      | 78    |       |
| 18. Juni | Josef Weber                                       | deutscher Pädagoge und Politiker (Zentrum, CDU), MdL                                         | 85    |       |
| 19. Juni | John Blowick                                      | irischer römisch-katholischer Priester                                                       | 83    |       |
| 19. Juni | Willi Hofferbert                                  | deutscher Maler                                                                              | 75    |       |
| 19. Juni | Kristjan Larsen                                   | dänischer Turner                                                                             | 77    |       |
| 19. Juni | Robert B. MacLeod                                 | kanadischer Psychologe                                                                       | 65    |       |
| 19. Juni | Theodor Ottawa                                    | österreichischer Journalist und Schriftsteller                                               | 62    |       |
| 19. Juni | Helge Rosvaenge                                   | dänischer Opernsänger (Tenor)                                                                | 74    |       |
| 19. Juni | Otakar Šimůnek                                    | tschechoslowakischer Politiker                                                               | 63    |       |
| 19. Juni | Paul Weyers                                       | niederrheinischer Mundartdichter                                                             | 82    |       |
| 20. Juni | Roberto Urdaneta Arbeláez                         | kolumbianischer Rechtsanwalt, Diplomat, Politiker, Präsident von Kolumbien (1951–1953)       | 81    |       |
| 20. Juni | Gordon Canfield                                   | US-amerikanischer Politiker                                                                  | 74    |       |
| 20. Juni | Leo Hoger                                         | deutscher Schauspieler und Bühneninspizient                                                  | 80    |       |
| 20. Juni | Sidney Lanfield                                   | US-amerikanischer Filmregisseur                                                              | 74    |       |
| 20. Juni | Berhardina Midderigh-Bokhorst                     | niederländische Malerin                                                                      | 92    |       |
| 20. Juni | Horst Salomon                                     | deutscher Schriftsteller und Drehbuchautor                                                   | 43    |       |
| 20. Juni | Charles Van Doorselaer                            | belgischer Radrennfahrer                                                                     | 78    |       |
| 20. Juni | Joseph Walsh                                      | irischer Geistlicher und Erzbischof von Tuam                                                 | 83    |       |
| 20. Juni | Michail Wolobujew                                 | sowjetisch-ukrainischer Ökonom                                                               | 69    |       |
| 21. Juni | Seth Bingham                                      | US-amerikanischer Komponist, Organist und Musikpädagoge                                      | 90    |       |
| 21. Juni | Gavin Rylands de Beer                             | englischer Zoologe und Morphologe                                                            | 72    |       |
| 21. Juni | Nihat Bekdik                                      | türkischer Fußballspieler                                                                    | 70    |       |
| 21. Juni | Hanns Müller                                      | deutscher Politiker (FDP), Oberbürgermeister von Krefeld                                     | 87    |       |
| 21. Juni | Karl Overhues                                     | deutscher Politiker (NSDAP), MdR und SA-Führer                                               | 85    |       |
| 21. Juni | Pravat Pattabongse                                | thailändischer Badmintonspieler, -trainer und -funktionär                                    |       |       |
| 22. Juni | Elton Britt                                       | US-amerikanischer Country-Musiker                                                            | 58    |       |
| 22. Juni | Paul Czinner                                      | Autor, Filmregisseur und -produzent                                                          | 82    |       |
| 22. Juni | Vladimir Durković                                 | jugoslawischer Fußballspieler                                                                | 33    |       |
| 22. Juni | Frances H. Flaherty                               | US-amerikanische Drehbuchautorin, Schriftstellerin und Dokumentarfilmerin                    | 88    |       |
| 22. Juni | Sven Hanson                                       | schwedischer Schwimmer                                                                       | 80    |       |
| 22. Juni | Konrad Hentrich                                   | deutscher Sprachwissenschaftler und Hochschullehrer                                          | 91    |       |
| 22. Juni | Friedrich von Unger                               | deutscher Generalmajor der Wehrmacht                                                         | 86    |       |
| 22. Juni | Jo Voskuil                                        | niederländischer Maler, Illustrator und Widerstandskämpfer                                   | 75    |       |
| 23. Juni | Carl Auen                                         | deutscher Filmschauspieler                                                                   | 80    |       |
| 23. Juni | Farrington Daniels                                | US-amerikanischer Physiker und Chemiker                                                      | 83    |       |
| 23. Juni | Walter Holten                                     | deutscher Schauspieler, Hörspiel- und Synchronsprecher                                       | 75    |       |
| 23. Juni | Mabel Howard                                      | neuseeländische Ministerin                                                                   | 78    |       |
| 23. Juni | Hans Jenny                                        | Schweizer Arzt, Lehrer, Maler und Naturforscher                                              | 67    |       |
| 23. Juni | Werner Klingler                                   | deutscher Schauspieler, Regisseur und Drehbuchautor                                          | 68    |       |
| 23. Juni | Joseph Langenfeld                                 | deutscher Politiker (KPD), MdR                                                               | 84    |       |
| 23. Juni | Theo Prokop                                       | österreichischer Sänger, Bühnen- und Filmschauspieler                                        | 80    |       |
| 23. Juni | Johannes Olav Smit                                | niederländischer Geistlicher, Oberhirte der katholischen Kirche in Norwegen (1922–1928)      | 89    |       |
| 23. Juni | Heinrich Spitta                                   | deutscher Musikpädagoge, Komponist und Musikwissenschaftler                                  | 70    |       |
| 24. Juni | Harry Churcher                                    | britischer Geher                                                                             | 61    |       |
| 24. Juni | R. F. Delderfield                                 | englischer Dramatiker und Romanschriftsteller                                                | 60    |       |
| 24. Juni | Hans Heyck                                        | deutscher Schriftsteller                                                                     | 80    |       |
| 24. Juni | Josef Scheuren                                    | deutscher Politiker (SPD), MdB                                                               | 74    |       |
| 24. Juni | Ellen Schou                                       | deutsch-dänische Journalistin und Übersetzerin                                               | 85    |       |
| 25. Juni | Belle White                                       | britische Wasserspringerin                                                                   | 77    |       |
| 25. Juni | Carlo Agostoni                                    | italienischer Degenfechter                                                                   | 63    |       |
| 25. Juni | Joseph Binder                                     | österreichischer Grafikdesigner                                                              | 74    |       |
| 25. Juni | Adolf Otto Koeppen                                | deutscher Maler, Grafiker und Karikaturist                                                   | 69    |       |
| 25. Juni | Ado Kraemer                                       | deutscher Schachkomponist                                                                    | 74    |       |
| 25. Juni | Jan Matulka                                       | tschechisch-amerikanischer Maler, Kunstlehrer und Grafiker                                   | 81    |       |
| 25. Juni | Fritz Paschold                                    | deutscher Politiker (NSDAP), MdR                                                             | 84    |       |
| 25. Juni | Günther Simon                                     | deutscher Filmschauspieler (DDR)                                                             | 47    |       |
| 26. Juni | Adolf Andrić                                      | jugoslawischer politischer Emigrant und Terrorist                                            | 30    |       |
| 26. Juni | Ilse Fogarasi Béláné                              | deutsch-ungarische Schauspielerin, Regisseurin und Autorin                                   | 87    |       |
| 26. Juni | Henry Joseph Grimmelsman                          | US-amerikanischer Geistlicher und Bischof von Evansville                                     | 81    |       |
| 26. Juni | Walter A. Huxman                                  | US-amerikanischer Politiker                                                                  | 85    |       |
| 26. Juni | Anna Jacobson                                     | US-amerikanische Germanistin deutscher Herkunft                                              | 84    |       |
| 26. Juni | Hans Joachim Kohnert                              | deutscher Interessenvertreter; Landesbauernführer im Reichsgau Wartheland (1941–1945)        | 66    |       |
| 26. Juni | Maximilian Krafft                                 | Mathematiker                                                                                 | 82    |       |
| 26. Juni | Gertrud Kurz                                      | Gründerin und Leiterin eines Schweizer Flüchtlingshilfswerkes                                | 82    |       |
| 26. Juni | Hans Preiskeit                                    | deutscher Radrennfahrer                                                                      | 51    |       |
| 26. Juni | Carl West Rich                                    | US-amerikanischer Politiker (Republikanische Partei)                                         | 73    |       |
| 26. Juni | Wilhelm Schubert                                  | deutscher Offizier, zuletzt General der Flieger                                              | 92    |       |
| 27. Juni | Cédia Brault                                      | kanadische Sängerin                                                                          | 78    |       |
| 27. Juni | Oscar Paret                                       | deutscher Archäologe                                                                         | 83    |       |
| 28. Juni | Eberhard Arlt                                     | deutscher Funktionär der SED in der DDR                                                      | 66    |       |
| 28. Juni | Hermann Gutzmann jr.                              | deutscher Mediziner und Logopäde                                                             | 80    |       |
| 28. Juni | Prasanta Chandra Mahalanobis                      | indischer Physiker und Statistiker                                                           | 78    |       |
| 28. Juni | Ludwig Müller                                     | deutscher Offizier, zuletzt General der Infanterie im Zweiten Weltkrieg                      | 80    |       |
| 29. Juni | Peter A. Boodberg                                 | US-amerikanischer Sinologe und Linguist                                                      | 69    |       |
| 29. Juni | Richard Crooks                                    | US-amerikanischer Sänger                                                                     | 72    |       |
| 29. Juni | Hans Geiger                                       | österreichischer Schachfunktionär                                                            | 73    |       |
| 29. Juni | George W. M. Kamba                                | ugandischer Politiker und Diplomat                                                           | 44    |       |
| 29. Juni | Hans Kreutz                                       | deutscher Politiker (SPD), MdL                                                               | 45    |       |
| 29. Juni | Boby Lapointe                                     | französischer Sänger                                                                         | 50    |       |
| 29. Juni | Hans Leupin                                       | Schweizer Politiker                                                                          | 67    |       |
| 30. Juni | Erwin Anders                                      | deutscher Kameramann                                                                         | 63    |       |
| 30. Juni | Hermann Baumann                                   | deutscher Ethnologe, Afrikanist und Kulturhistoriker                                         | 70    |       |
| 30. Juni | Joe Deakin                                        | britischer Mittel- und Langstreckenläufer                                                    | 93    |       |
| 30. Juni | Hermann Erdlen                                    | deutscher Komponist                                                                          | 78    |       |
| 30. Juni | Juri Wladimirowitsch Linnik                       | russischer Mathematiker                                                                      | 57    |       |
| 30. Juni | Ilse Schaeffer                                    | deutsche Bildhauerin und Widerstandskämpferin                                                | 72    |       |
| 30. Juni | August Spies                                      | deutscher Politiker (CDU), MdL, MdB                                                          | 78    |       |
| 30. Juni | Henry T. Wycis                                    | US-amerikanischer Neurochirurg                                                               |       |       |